# DDSG & I's nutid
|  | Denne artikel er oprettet af botten Steenthbot ud fra en ekstern database. Den kan derfor have sproglige fejl eller mangler. Denne skabelon kan fjernes efter kontrol af indholdet. |

DDSG & I's nutid er en dansk dokumentarfilm fra 1980 instrueret af Ebbe Larsen efter eget manuskript.

## Handling
Filmen fortæller om De danske Skytte-, Gymnastik- og Idrætsforeningers mangesidede virke i dag.